# كريستين سيمون (راقصة)
كريستين سيمون (بالدنماركية: Kirsten Simone)‏ هي راقصة باليه دنماركية، ولدت في 1 يوليو 1934 في كوبنهاغن في الدنمارك.